# 2147483647

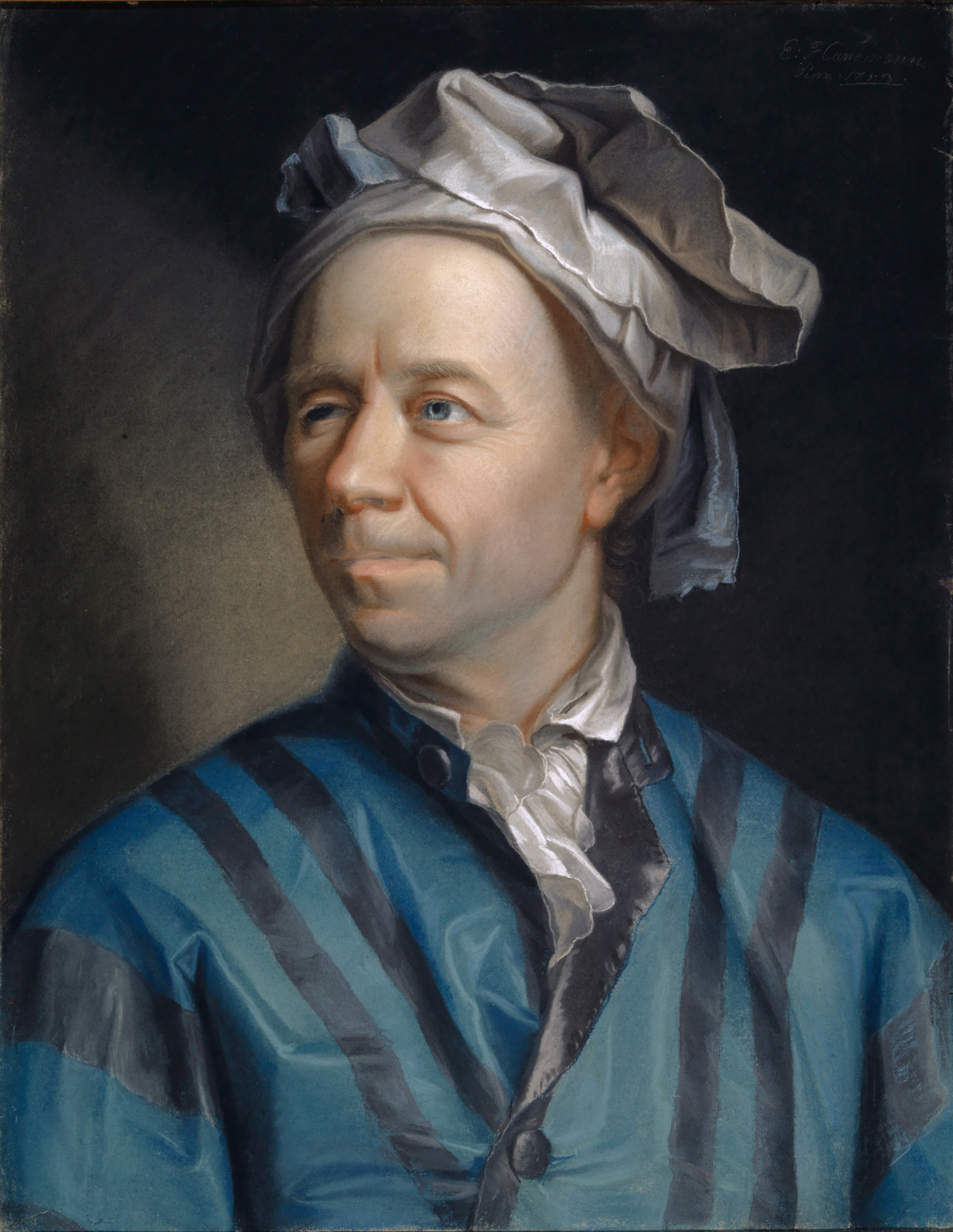
Al 1772 Leonhard Euler va demostrar que 2147483647 és un nombre primer.

El nombre 2147483647 (dos mil cent quaranta-set milions quatre-cents vuitanta-tres mil sis-cents quaranta-set) és el vuitè nombre primer de Mersenne, equivalent a 231 − 1. És un dels quatre nombres dobles de Mersenne.
La primalitat d'aquest nombre va ser demostrada per Leonhard Euler, qui va informar de la prova a Daniel Bernoulli en una carta escrita el 1772. Euler va fer servir la factorització per prova de divisions, millorant el mètode de Cataldi, de manera que foren necessàries 372 divisions. Probablement el nombre 2147483647 va ser el nombre primer més gran descobert fins al 1876.

## Predicció de Barlow
El 1811, Peter Barlow, no precisament anticipant l'interès futur dels nombres primers, va escriure (a Una Investigació Elemental de la Teoria dels Nombres):
Euler va comprovar que 231 − 1 = 2147483647 és un nombre primer; i aquest és el primer més gran actualment conegut i, en conseqüència, el darrer dels nombres perfectes anteriors [és a dir, 2³⁰(231 − 1)], que depèn d'això, és el major nombre perfecte conegut fins ara, i probablement és el més gran que mai es pugui descobrir; partint de la simple curiositat, sense un ús profitós, no és probable que cap persona pugui trobar-ne un més enllà d'aquest.
També va repetir aquesta mateixa predicció en el seu treball de 1814 Un Nou Diccionari Matemàtic i Filosòfic

## 2147483647 a la computació
El nombre 2147483647 és també el màxim valor per un enter en els ordinadors amb arquitectura de 32 bits. Per tant, és el valor màxim de les variables declarades com int en molts llenguatges de programació que s'executen en els ordinadors comuns i la puntuació màxima possible per a molts videojocs. L'aparició del nombre sovint reflecteix un error, una condició de desbordament o que falta un valor. De la mateixa manera, "(214) 748-3647" és la seqüència de dígits representats com un número telefònic dels Estats Units i és el número de telèfon més comú que apareix en les pàgines web.
El tipus de dada time_t, que s'utilitza en els sistemes operatius com Unix, és un enter de 32 bits que compta el nombre de segons des de l'inici de l'hora unix (mitjanit UTC de l'1 de gener de 1970). La darrera vegada que es podrà representar el temps d'aquesta forma serà a les 03:14:07 UTC del dimarts 19 de gener de 2038 (que correspon a 2147483647 segons des de l'inici de l'hora unix), d'aquesta manera els sistemes que utilitzen el time_t de 32 bits són susceptibles al problema de l'any 2038.